# Christian Hansen (arkitekt)
 Der er flere personer med dette navn, se Christian Hansen.
Hans Christian Hansen (20. april 1803 i København – 2. maj 1883 i Wien) var en dansk arkitekt og kongelig bygningsinspektør. Han var bror til arkitekten Theophilus Hansen, og ligesom denne fik han en væsentlig karriere i udlandet, nemlig i Grækenland. Stilistisk arbejdede han i overgangsperioden mellem klassicisme og historicisme.

## Ungdom og rejser
Christian Hansen blev født i København den 20. april 1803, som ældste søn af bud ved Brandassurancen Rasmus Hansen Braathen fra Norge og Sophie f. Jensen. Som elev af de klassicistiske arkitekter C.F. Hansen og G.F. Hetsch gennemgik han Kunstakademiet og vandt dets forskellige præmier, medens han samtidig anvendte sin fritid til at tegne og stikke i kobber, bl.a. en del af bladene i Thieles store værk over Thorvaldsen. 1829 fik han den store guldmedalje for opgaven Et Tøjhus med Generalitet hvorefter han 1831 kunne rejse til udlandet på Akademiets store stipendium. De 2 første år tilbragte han i Italien, hvor han først opholdt sig i Rom og siden på Sicilien, inden han i 1833 over Korfu, Patras og Aigina ankom til Athen, som på dette tidspunkt var begyndt at blive genopbygget som det selvstændige Grækenlands hovedstad, efter at landet kort forinden havde løsrevet sig fra Det Osmanniske Rige. Grækenland blev fra nu af hans andet og egentlige fædreland.

## Karriere i Athen
Kong Otto 1. havde få år i forvejen besteget tronen, og nu gjaldt det at udvide og forskønne Athen og gøre det til en passende moderne hovedstad. Her var et rigt felt for arkitekter at arbejde på, og Hansen var så heldig at vinde kongens yndest, så at han 1834 blev udnævnt til "Kongen af Grækenlands Arkitekt". Gadeanlæg og nybygninger blev ham overdragne, blandt hvilke kan fremhæves den engelske kirke i gotisk stil og i første række Universitetet, en pragtbygning af marmor i græsk stil, så nobel og fin i sine linjer og så gennemtrængt af Antikkens ånd og følelse som meget få moderne forsøg på at genføde den antikke stil, hvorfor den også er bleven et forbillede for talrige andre, særlig tyske, bygninger. Men Hansen havde også gjort ualmindelig grundige studier af monumenterne fra oldtiden; derom vidner det smukke værk, han i forening med den tyske arkitekt Schaubert har udgivet over det yndefulde lille joniske Niketempel på Akropolis, som de havde udgravet og opmålt; og derom vidne de talrige, minutiøst nøjagtige opmålingstegninger, som findes på Kunstakademiets Bibliotek ved siden af en del flotte og elegante, farvelagte detailtegninger.
Hansens navn bredte sig viden om, og i 1850 opfordrede Lloyds Dampskibsselskab i Trieste ham til at gøre sig bekendt med de forskellige landes marinebygninger for derefter at opføre Marinearsenalet i Trieste (1854-57), et kæmpemæssigt bygningskompleks i den moderne rundbuestil med byzantinske enkeltheder, som Hansen var en ynder af og senere så ofte anvendte ved sine murstensbygninger her hjemme.

## Hjemkomst til Danmark
Imidlertid ville Danmark også gerne drage nytte af sin berømte søn, og samtidig var Grækenland efter den græske revolution i 1843 præget af en nationalistisk bølge, som gjorde det vanskeligere for udlændinge at fungere i landet, og i 1850 vendte Christian Hansen tilbage til Danmark. 1851 udnævntes han til kongelig bygningsinspektør for Fyn og de omgivende øer, men måtte lade en anden, C.A. Møller, midlertidig udføre sit arbejde. 1857 blev han medlem af Akademiet og kgl. bygningsinspektør for Sjælland, Lolland og Falster, og samme år udnævntes han – efter M.G. Bindesbølls død – til professor i arkitektur, en stilling, han beklædte fra 31. marts 1857 til 31. marts 1883. 1862 blev han justitsråd, 1867 etatsråd, 1876 Kommandør af Dannebrog og 1879 æresdoktor ved Københavns Universitets 400 års jubilæum. Han var medlem af talrige fremmede akademier, blev 1857 gift i Trieste med Therese Wørbitz og døde 2. maj 1883 hos sin broder Theophilus Hansen i Wien, hvortil han året i forvejen var rejst for at genvinde sit af alderen svækkede helbred. Hans lig førtes til Danmark og blev jordfæstet på Assistens Kirkegård.

## Vurdering af Hansens virke
Hansens virksomhed her hjemme gik i 3 forskellige retninger: Som udøvende arkitekt, som restaurator af ældre bygninger og som lærer ved Akademiet. Af hans selvstændige bygninger kan nævnes: Kommunehospitalet i København (1859-63), som udmærker sig ved en sindrig plan og en dygtig gruppering af de mange bygninger til en harmonisk helhed; Zoologisk Museum i Krystalgade (1863-69), kraftigt og karakteristisk i sine enkeltheder; Observatoriet (1859-61) samt Den romerske Badeanstalt i København (ombygget), Christiansdal Kloster ved Næsbyholm samt Skt. Nikolaj Kirke i Holbæk i rundbuestil. Hansen kom ikke til at spille den rolle i vor hjemlige bygningskunst, som man havde kunnet vente efter hans epokegørende virksomhed i udlandet. Han med sin glødende, ensidige begejstring for den græske kunst fik ikke opgaver, der tilstrækkelig fyldte ham og beslaglagde hans evner, og han blev egentlig altid en fremmed her hjemme.
Dette viste sig især ved hans restaurering af middelalderens bygninger som: Roskilde Domkirke, klosterkirkerne i Sorø og Maribo og forskellige landsbykirker. Han savnede både tilstrækkeligt kendskab til og tilstrækkelig interesse for vor middelalderlige bygningskunst, til at det kunde lykkes ham på en virkelig tilfredsstillende måde at føre de gamle mindesmærker tilbage til deres oprindelige skikkelse, hvilket var datidens ideal. Større betydning fik han ved sin mangeårige lærervirksomhed ved Akademiet. Hans elever ville altid med respekt mindes hans rørende kærlighed til Antikken og hans originale, begavede personlighed med den klare, arkitektoniske dømmekraft. Skuffet og overset, som han i mange måder følte sig, prægedes hans sind efterhånden af en vis bitterhed, som ofte gav sig til kende gennem et skarpt, ejendommeligt, satirisk lune.

## Værker og aktiviteter
- Betydelig arkæologisk virksomhed under opholdet i Grækenland, deltog i udgravningen af Nike Apteros-templet på Akropolis (1833-50)
- Universitetet, Athen i Grækenland (1839-50)
- Øjenklinik, Athen (forhøjet med 1 etage)
- Kronprinsens palæ, Athen
- Projekt til fyrtårn i Patras
- Hotel for Østrigske Lloyds Dampskibsselskab i Lutraki ved Korinth
- Marinearsenalet i Trieste for samme, nuværende Italien (1853-57)
- Kommunehospitalet, nu Center for Sundhed og Samfund, Københavns Universitet), Øster Farimagsgade, København (1859-63, fredet)
- Ombygning af Næsbyholm (1861, brændt 1932)
- Københavns Universitets astronomiske observatorium, Øster Voldgade, København (1859-61, fredet)
- Zoologisk Museum (i dag anvendt af universitetsadministrationen), Krystalgade 25-27 i København (1863-69, fredet)
- Slagelse Hospitals Kirke (1864-65)
- Valkendorfs Kollegium, Sankt Peders Stræde, København (1865-66, fredet)
- Den romerske Badeanstalt, Tordenskjoldsgade, København (1869, nedlagt 1905, ombygget)
- Kapel på Sorø Kirkegård og restaurering af kirken (1861-71)
- Skt. Nikolaj Kirke, Holbæk (1869-72)
- Østre længe af Slagelse Hospital (1870)
- Christiansdal Kloster ved Sorø (1871) [1]
- Sankt Josephs Hospital, Griffenfeldsgade, København (1873-75, senere udvidet 1881 og 1904)
- Palmehuset, Botanisk Have, København (1874, ombygget 1981 af Eva og Nils Koppel, fredet, tilskrevet Hansen af Ida Haugsted)